# Ricardo Llaque Descalzi
Ricardo Llaque Descalzi fue un librero y político peruano. En los años 1940 era dueño de la Librería Llaque que inició la publicación de libros relacionados principalmente con la historia de la ciudad de Huancayo.
Fue elegido diputada por Junín en 1956 en las Elecciones de 1950 en los que salió elegido Manuel Prado Ugarteche. Su mandato se vio interrumpido días antes de que terminara por el golpe de Estado realizado por los generales Ricardo Pérez Godoy y Nicolás Lindley.